# Patrick Owomoyela
Patrick Owomoyela (Hamburg, 5. studenog 1979.) je bivši njemački nogometaš i njemački reprezentativac.

## Osobni život
Uz svoje nogometne vještine, Owomoyela je također košarkaš, koji igra u njemačkoj regionalnoj ligi prije prelaska na nogomet. Owomoyela je rođen u Njemačkoj, a majka i otac u Nigeriji.

## Klupska karijera
Owomoyela, vezni igrač, započeo je svoju karijeru u njemačkoj nižoj ligi. 2003. je prešao u Arminia Bielefeld, gdje je bio dvije godine a, onda je se preselio u SV Werder Bremen. U svojoj prvoj sezoni Owomoyela je bio zaslužan da SV Werder Bremen dođe na drugo mjesto u ligi. 

## Reprezentacija
Owomoyela je debitirao za Klinsmannovu reprezentaciju na azijskoj turneji, odigravši 90 minuta u 3:0 pobijedi protiv Japana, 16. prosinca 2004., u Yokohami. Također je igrao protiv Južne Koreje i Tajlanda, a napokon je izabran za Njemački sastav koji je nastupio na SP-u 2006.

## Vanjske poveznice
- Profil na Transfermarktu
- Profil na Soccerwayu